# 嘉納財閥
嘉納財閥（かのうざいばつ）は、「灘の生一本」で知られる、灘五郷の本家・本嘉納家（菊正宗）と分家・白嘉納家（白鶴）の酒造業を母体とする阪神財閥の1つ。

## 本嘉納

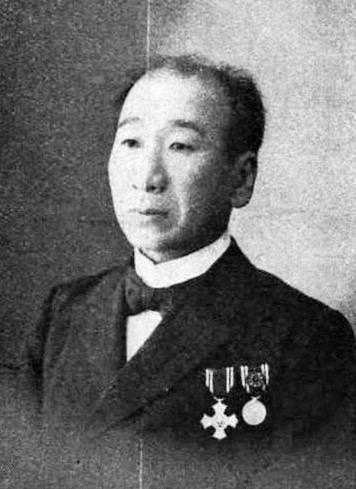
合名会社本嘉納商店　嘉納治郎右衛門 (八代目)　20世紀初頭

本嘉納が酒造業を始めたのは、1660年（万治元年）のことである。それよりも前に摂津国伊丹鴻池村（現在の兵庫県伊丹市鴻池）で酒造りを始め、大醸造元になっていたのが、後に日本一の富豪になる鴻池家だった。鴻池家が酒造りを始めたのが、1600年（慶長5年）というから、灘・本嘉納より半世紀以上も先行していた。
鴻池に遅れること60年。上灘郷・御影村で酒造りを始めたときの本嘉納の屋号は「材木屋」で、本業は材木商だった。酒の伝統的な醸造法は年に一度の寒仕込みだったから、全国各地に残る醸造元も、庄屋、富農、綱元などが行っていた冬場の副業が始まりということが少なくない。本嘉納も、100年余り副業として酒造りを続けた。副業とはいえ、灘の酒造家は隣の本場・伊丹を競争相手とみなし、工夫・改良を重ねて量産化にも成功し、それらに匹敵する生産地へと成長していく。本嘉納は明和・安永年間には酒造り専業になり、屋号を「嘉納屋」に変えた。その30年ほど前の1743年（寛保3年）、本嘉納の分家・白嘉納が「白鶴」の醸造を始めた。この江戸中期には、灘五郷の酒造りが伊丹を追い抜き、江戸に運ばれる酒の半分は「灘の生一本」が占めるようになる。武庫川から生田川にかけての大阪湾岸地域の灘五郷だけに、海上・河川交通の発達が大きな味方をした。
灘五郷が最大の酒の生産地になる決定打は江戸末期の「宮水」の発見であった。酒造りの三要素は、米と水と杜氏の技といわれる。適度な硬度があり、鉄分を含まないこの地下水によって、夏を越しても味が落ちない良質の酒を量産できるようになり、「灘」や「灘の生一本」が良質の酒の代名詞になるほど市場を制覇していく。宮水は「霊水」とも呼ばれる。このような灘の歴史は、「灘五郷酒仲間」をつくり、分家の白嘉納とともに仲間（組合）の中心勢力になっていた本嘉納の歴史そのものであった。
1882年（明治15年）、商標令が公布されると本嘉納はすぐに「菊正宗」を登録、辛口の酒として宣伝し、大いに売り込むとともにいちはやく個人商店を会社組織に改めた（社名は本嘉納商店）。本嘉納の当主は代々、治郎右衛門を襲名し（初代は材木屋治郎右衛門）、すでに八代目嘉納治郎右衛門の時代になっていた。この八代目は、酒造業だけでなく、灘中学校の創立や兵庫運河の建設工事にも力を注いだが、男子に恵まれず、二代つづいて婿養子をとった。この婿取り・養子縁組によって本嘉納は、鴻池家とも縁続きになる。本嘉納八代の娘の婿養子になったのは、岡山の元貴族院議員で山陽銀行（後中国銀行）頭取を務めた土居通博の二男文治。1935年（昭和10年）に九代目嘉納治郎右衛門を襲名し、以降25年間社長を務め、戦災により壊滅的な打撃をうけた神戸の復興に力を尽くし、酒造業の近代化も進めた。元南海放送会長山中義貞とは義理の兄弟である。この九代も男子に恵まれず、4人娘のうち3人にそれぞれ婿養子を取り嘉納を名乗らせ、それぞれに分家名を与えた。長女貴久子の婿養子になった嘉納毅六は、襲名など前近代的と考えたか、自身の襲名はせず社名を本嘉納商店から菊正宗酒造に変えた。そして養父と同じく25年間社長を務めた後、1985年（昭和60年）に本嘉納にとり久しぶりに恵まれた男子の毅人に社長の座を譲り会長になった。2017年（平成29年）には、毅人の長男である逸人が「伝統を重視する考えを自ら体現したい」として、2代途切れていた治郎右衛門を襲名して、第十二代嘉納治郎右衛門となり社長に就任した。
本嘉納は輸出にも力を注ぐ伝統もあり、その始まりは八代が手がけた1870年（明治3年）のイギリスへの輸出であった。それを十代当主となった毅六が受け継ぎ、世界十ヵ国に販売網を広げ、1970年（昭和45年）には業界初の輸出貢献企業として表彰された。この嘉納毅六は、1914年（大正3年）1月、元ヤマサ醤油社長濱口梧洞の六男として生まれた。毅六の長兄十一代濱口儀兵衛が娶ったのは、元東邦生命社長の五代目太田清蔵の妹で、この六代目太田清蔵（新太郎）の姉、つまり毅六の姪が嫁いでいるのが、一三代鴻池善右衛門である。

## 白嘉納
白嘉納の当主は、本嘉納の治郎右衛門に対して、治兵衛を襲名してきた。白嘉納には分家らしい積極性がある。1878年（明治11年）には業界に先駆けて今日では当たり前の瓶詰め酒を発売した。「白鶴」の商標登録をし、嘉納合名会社を設立した1897年（明治30年）頃には、生産・販売数量は業界一に躍り出ていた。首位の座は、戦災によって設備のほとんどを焼失するまでつづいた。1934年（昭和9年）には7代目嘉納治兵衛が白鶴美術館を開館した。
しかし、第二次世界大戦により酒蔵の九割を焼失、大連・奉天・京城などの海外資産もすべて喪ってしまう。1947年（昭和22年）にそれまでの嘉納合名会社を白鶴酒造と改称したときに社長に就任したのが7代目治兵衛が家督を譲った8代目嘉納治兵衛の長男の嘉納正治である。正治は敗戦で混乱する戦後の困難な時期を率い、1952年（昭和27年）には日本初の鉄筋コンクリートの酒造蔵を竣工、再び業界一の酒造会社へと復興させた。
正治は襲名をせず、また本嘉納でも襲名をしなかったので、治郎右衛門（本嘉納）、治兵衛（白嘉納）とも、名跡は途切れた。さらに正治には、男子がなかったため、長女ひさに婿養子を迎えた。元外交官でホテルニューオータニの会長だった門脇季光の長男の嘉納秀郎である。秀郎は、1973年（昭和48年）に三菱商事から白鶴に転じ、1983年（昭和58年）に養父の後を受けて白鶴酒造の社長になった。
2001年（平成13年）には秀郎の養子の嘉納健二が社長に就任した。

## 灘中学校
灘中学校をつくったのは、本嘉納と白嘉納の両家に、やはり灘の「櫻正宗」の山邑酒造を加えた三家である。1927年（昭和2年）に灘育英会をつくり、灘中学校として発足させた。資金は三家で用意したが、学校全般の基礎づくりをしたのは、講道館柔道創始者の嘉納治五郎である。